# Reprezentacja Nauru w koszykówce mężczyzn
Reprezentacja Nauru w koszykówce mężczyzn - drużyna, która reprezentuje Nauru w koszykówce mężczyzn na arenie międzynarodowej. Za jej funkcjonowanie odpowiedzialny jest Nauruański Związek Koszykówki (Nauru Island Basketball Association). Największy sukces tej reprezentacji to 4. miejsce, zdobyte podczas Igrzysk Południowego Pacyfiku w 1963 roku (wówczas Nauru startowało jako terytorium zależne Australii). Nauru jest także członkiem FIBA (FIBA Oceania).

## Historia
Historia koszykówki na Nauru sięga 1960 roku. Wówczas w lidze narodowej grało 5 klubów. Obecnie, w tym państwie działa nieco ponad 20 amatorskich klubów (licząc kluby męskie i żeńskie). 
Reprezentacja Nauru występuje m.in. w Igrzyskach Południowego Pacyfiku. Najwyższe miejsca, reprezentacja ta zajmowała podczas pierwszych edycji tej imprezy (w 1963 r. 4. miejsce, a w 1969 r. 5. miejsce). 
Obecnie, w związku z pogłębiającym się kryzysem w kraju, brakuje środków finansowych na zorganizowanie reprezentacji i dojazd na turnieje koszykarskie.
Prezydentem Nauruańskiego Związku Koszykówki, jest Bugitamo Jeremiah.

## Występy reprezentacji naIgrzyskach Południowego Pacyfiku
- 1963 - 4. miejsce
- 1966 - 8. miejsce
- 1969 - 5. miejsce
- 1971 - nie uczestniczyli
- 1975 - 8. miejsce
- 1979 - 10. miejsce
- 1983 - 10. miejsce
- 1987 - nie uczestniczyli
- 1991 - 8. miejsce
- 1995 - nie uczestniczyli
- 1999 - 14. miejsce